# Gabinete Bouisson
O Gabinete Bouisson foi o ministério formado por Fernand Bouisson em 1º de junho de 1935 e dissolvido em 04 de junho do mesmo ano. Foi o 98º gabinete da Terceira República Francesa, sendo antecedido pelo Gabinete Flandin I e sucedido pelo Gabinete Laval IV.

## Contexto
Presidente do Conselho de Ministros a partir de 1º de junho de 1935, Fernand Bouisson conseguiu reunir em seu gabinete figuras de destaque como Pierre Laval, Joseph Caillaux e Philippe Pétain. Apesar disso, a Assembleia Nacional Francesa recusou-lhe uma delegação de plenos poderes financeiros em 4 de junho de 1935.
Bouisson renunciou nesse mesmo dia, ficando menos de 5 dias no cargo, sendo substituído por um novo governo liderado por Pierre Laval, então ministro das relações exteriores.

## Composição

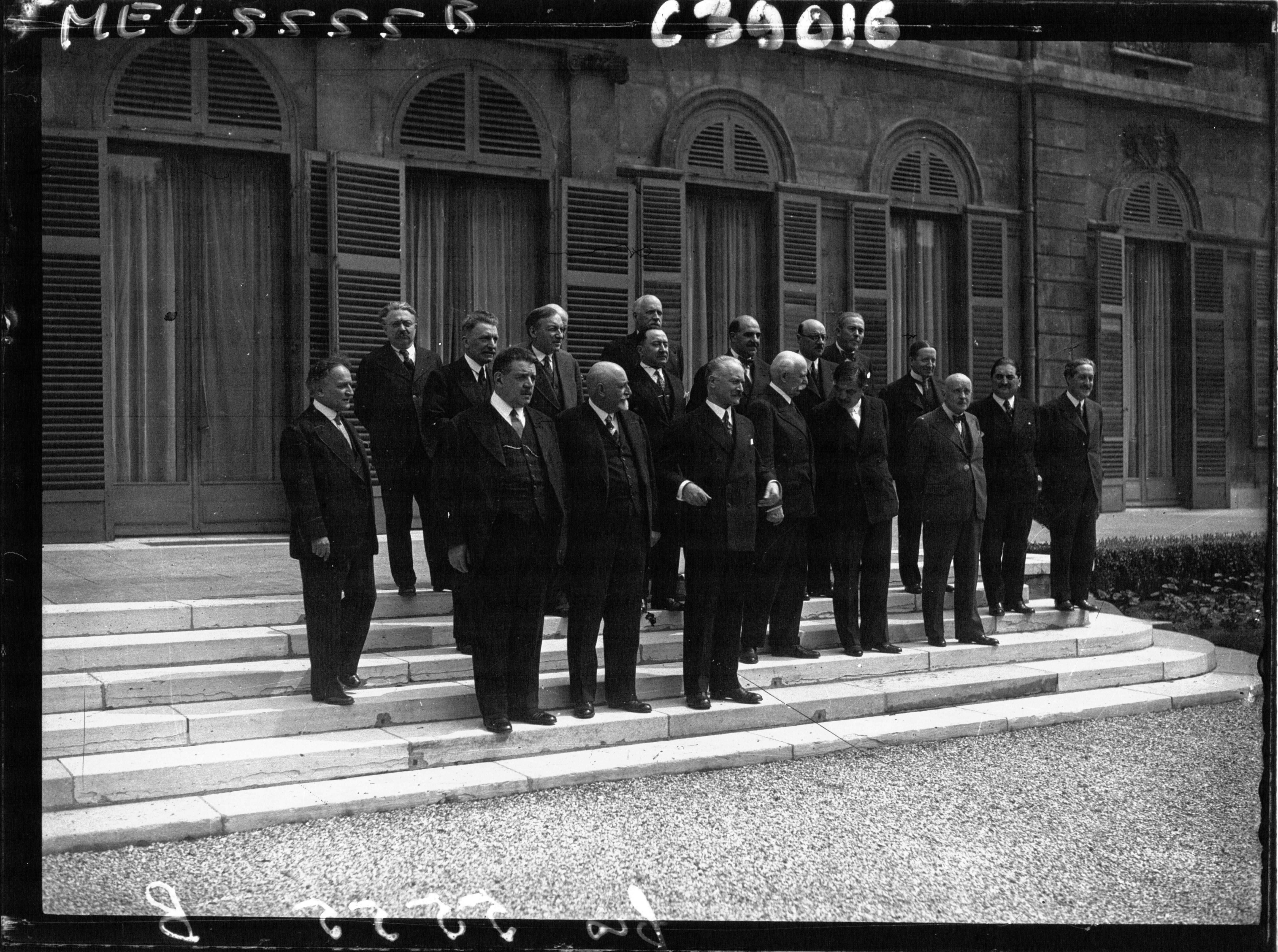
O Gabinete Bouisson em fotografia de 1935.

- Presidente da República: Albert Lebrun
- Presidente do Conselho de Ministros: Fernand Bouisson
- Ministro dos Estrangeiros: Pierre Laval
- Ministro da Justiça: Georges Pernot
- Ministro do Interior: Fernand Bouisson
- Ministro da Guerra: Louis Maurin
- Ministro das Finanças: Joseph Caillaux
- Ministro da Educação Nacional: Marius Roustan
- Ministro das Obras Públicas: Joseph Paganon
- Ministro da Agricultura: Paul Jacquier
- Ministro do Comércio e Indústria: Laurent Eynac
- Ministro dos Correios, Telégrafos e Telefones: Georges Mandel
- Ministro do Trabalho: Ludovic-Oscar Frossard
- Ministro das Pensões: Camille Perfetti
- Ministro da Saúde Pública e Educação Física: Ernest Lafont
- Ministro da Marinha: François Piétri
- Ministro do Ar: Victor Denain
- Ministro da Marinha Mercante: William Bertrand
- Ministro das Colônias: Louis Rollin
- Ministro de Estado: Édouard Herriot
- Ministro de Estado: Louis Marin
- Ministro de Estado: Philippe Pétain